# Basílica de Mariatrost

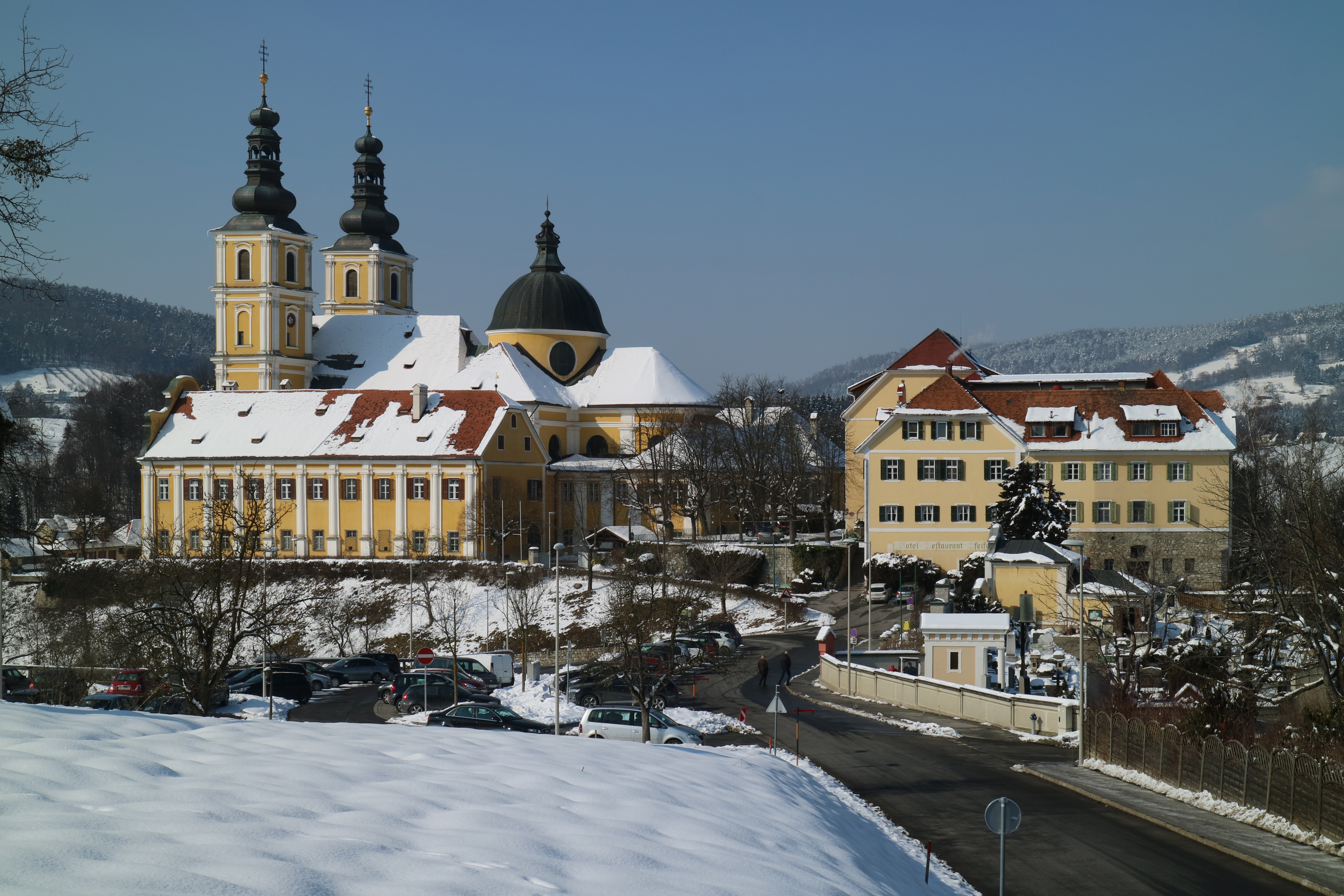
Basílica de Mariatrost

La Basílica de Mariatrost (en alemán: Basilika Mariatrost), situada en la cima de la colina Purberg en el distrito Mariatrost de Graz, Austria, es uno de los lugares de peregrinación más importantes de Austria.
La iglesia se sitúa en la cima de la colina Purberg (469 m), en el noreste de Graz. Se puede alcanzar usando los más de doscientos escalones de la «escalera del Ángelus». La basílica es de estilo barroco. Las dos torres frontales (61 m de altura) y la cúpula, visible desde una gran distancia, son los elementos más característicos de la iglesia, que está rodeada por dos alas de un antiguo monasterio ocupado antiguamente por los hermanos paulinos (1708–1786) y posteriormente por los franciscanos (1842–1996).
La construcción del edificio empezó en 1714 bajo la dirección de Andreas Stengg y su hijo Johann Georg Stengg y terminó en 1724. El púlpito de Veit Königer (1730-1731) es la obra maestra del mobiliario. Los frescos en el techo de Lukas von Schram y Johann Baptist Scheidt también son de particular importancia. El altar principal contiene una estatua de la Madonna realizada originalmente en la época gótica, en torno a 1465, pero transformada al estilo barroco en 1695 por Bernhard Echter.
El 28 de octubre de 1999 la iglesia fue designada basílica menor. La Basílica de Mariatrost es el segundo santuario mariano más importante de Estiria tras la Basílica de Mariazell.